# Marc Wackenier
Marc Wackenier (Alveringem, 30 augustus 1950) is een Belgische voormalige politicus. Hij is voormalig gemeenteraadslid,  schepen en burgemeester van Alveringem

## Biografie
Wackenier werd in 1983 schepen in Alveringem, wat hij tot 1994 bleef, toen hij als lijstduwer van de lijst Gemeentebelangen niet verkozen geraakte. In Alveringem namen lange tijd aan de gemeenteraadsverkiezingen twee lijsten deel, namelijk Gemeentebelangen van burgemeester Valère Quaghebeur en Nieuw Beleid, tot Wackenier aan de gemeenteraadsverkiezingen van 2000 deelnam met de nieuwe lijst PRO. De lijst haalde twee zetels, terwijl Gemeentebelangen terugviel van tien naar zeven en Nieuw Beleid vooruitging van vijf naar zes. Hoewel PRO slechts een kleine fractie vormde in de nieuwe gemeenteraad, zou ze zo wel beslissend zijn in de vorming van een meerderheid. Lijsttrekster van Nieuw Beleid, Martine Rabaey, riep na de verkiezingen de pers bijeen om al aan te kondigen dat zij met haar partij en PRO de meerderheid zou vormen, de partij van burgemeester Quaghebeur naar de oppositie zou verwijzen en zij burgemeester zou worden. Wackenier ging echter niet akkoord, keerde Nieuw Beleid de rug toe en vormde een coalitie met Gemeentebelangen. Hoewel hij de kleinste fractie leverde, wou de lijst wel de burgemeesterssjerp en een schepenzetel en zo werd Wackenier in 2001 burgemeester.
Bij de verkiezingen van 2006 won Wackeniers lijst PRO zetels, terwijl coalitiepartner Gemeentebelangen er weer een verloor. Gemeentebelangen vormde echter een nieuwe meerderheid met de CD&V/N-VA en verwees Wackenier zo naar de oppositie. Hij werd als burgemeester opgevolgd door Gerard Liefooghe. Als beroepspoliticus moest hij door het verlies van zijn burgemeestersambt ook opnieuw aan de slag buiten de politiek.
In 2024 wordt hij op de lijst STEM vanop de tweede plaats verkozen met het hoogst aantal voorkeurstemmen binnen de lijst STEM. Vanaf 2025 gemeenteraadslid.
In de nationale politiek werd Wackenier in 2007 binnengehaald door Lijst Dedecker voor de federale verkiezingen van 2007. Een paar jaar later stond hij op de lijst voor de Vlaamse verkiezingen van 2009. Op gemeentelijk vlak bleef hij wel actief in de PRO-fractie in de gemeenteraad.
In 2012 verscheen zijn boek De Canadakoffer, waarin hij terugblikt op de evolutie van Alveringem 1950 tot 1985.
In 2016 verscheen zijn  tweede boek  Dorp in een Klerikale Houdgreep, Alveringhem 1830-1899. Het is een terugblik op de macht van het kerkelijk apparaat op de dorpspolitiek.
In 2018 publiceerde hij een derde boek Een eeuw in den drank 1840-1940. Een beschrijving van alle herbergen uit die periode in Alveringem, Oeren en Sint-Rijkers. 
Eind 2021 publiceert hij een boek dat een ode brengt aan de befaamde Jaarmarkten van het Rood Ras rund te Alveringem. Hierin gaat hij terug naar de bron van dat ras en de evolutie naar een verbetering van het ras door de eeuwen heen. 
In 2024 publiceert hij een boek dat alle veldwachters vanaf 1789 tot 2000 van alle deelgemeenten van Alveringem opzocht. Het ambt van veldwachter wordt ontrafeld. 
- Gemeinsame Normdatei: 1126069264
- Virtual International Authority File: 11148812776945212224
- WorldCat: E39PBJrGqF68bQF7wQ8K7fVwG3